# پوچ‌مدیر
پوچ‌مِدیِر (به مجاری:  Pócsmegyer) یک شهرداری در مجارستان است که در ناحیه سنت‌اندره واقع شده‌است. پوچ‌مدیر ۱۳٫۰۸ کیلومتر مربع مساحت و ۱٬۶۴۴ نفر جمعیت دارد.